# Ликовна колонија РТС
| Ликовна колонија РТС                                                                |                            |
|                                                                                     |                            |
| Изложбени хол - вишенаменски простор РТС у коме се излажу дела са ликовне колоније. |                            |
| Основана:                                                                           | 1996.                      |
| Први сазив:                                                                         | 1997.                      |
| Седиште:                                                                            | Златибор · Чајетина Србија |
| Уметнички директор:                                                                 |                            |
| Веб презентација                                                                    | http://www.rts.rs/         |

Ликовна колонија Радио Телевизије Србије једна је од неколико колонија на простору Србији која уметницима пружа могућност да се инспиришу, друже, размењују искуства, одмарају се и стварају у питомом златиборском окружењу. Основана је на Златибору у последњој деценији 20. века. За разлику од других кололониј у њој су ликовни ствараоци добили; јединствену прилику да им се опус и размишљања о уметничком стварању забележе камером и трајно чувају у документацији РТС-а као аудио-видео монографије.

## Историја
Ликовна колонија РТС-а, која је основана 1996. године, свој први сазив на Златибору имала је 1997. године. Кроз историју уметности у свету и Србији владали су различити разлози и начини за формирања колекција уметничких дела, један од тих је и оснивање ликовних колонија. Тако је настала и ова колонија као спонтана реакција у трагичној деценији, на крају 20. века, праћена распадом ликовне сцене бивше СФР Југославије, када је у Србији прекинут откуп уметничких дела за државне институције музеје и галерије, а приватни колекционари су застали, тако да данас сем РТС нема много сличних збирки које представљају преглед збивања на Српској ликовној сцени с краја 20. века. 
Ова збирка, која је настала спонтано постала је временом, по својој природни, све драгоценија јер чува успомену не само на оно што је најважније у српској историји уметности, већ и на оно што чини драгоцене доказе о правцима и појавама, уметничким трагањима, невољама и заблудама, односу аутора према појавама у Србији и њеном друштву с краја 20. века.

## Значај колоније
Радови уметника остварених током њиховог боравка и рада у колонији остали су и остаће трајно у фундусу Галерије РТС-а, који тренутно чини више од 300 дела (слика скулптура, графика, фотографија) Српских реномираних уметника. 
Колонија је постала специфична по томе што њено тежиште чини продукција темељне електронске, ТВ монографије сваког појединачног уметника. 
Наиме ова колонијатрајно овековечује стваралаштво дотадашњег опуса за сваког уметника на колонији његовом личном ТВ монографијом која се у одређеном програмском ритму емитује током године на програмима РТС-у. До сада је реализовано око 120 ТВ монографија.

## Досадашњи учесници колоније
До сада су у и за Ликовну колонију РТС-а стварали уметници:
1997.
Александар Луковић, Зоран Павловић, Милена Јефтић-Ничева-Костић, Даница Баста, Милутин Копања, Милан Сташевић, Миливоје Мића Стојиљковић и Коста Бунушевац.
1998.
Миодраг Б. Протић, Милан Блануша, Божидар Дамјановски, Љубодраг Јанковић-Јале, Душан Оташевић, Јован Ракиџић, Александар Цветковић
1999.
Момчило Антоновић, Зоран Вуковић, Драган Мојовић, Градимир Петровић, Рада Селаковић, Радисав Тркуља
2001.
Цветко Лаиновић, Бранко Миљуш, Даница Масниковић, Тодор М. Стевановић, Петар Ђуза
2002.
Богдан Кршић, Миодраг Рогић, Рајко Попивода, Кемал Рамујкић, Михаило Ђоковић-Тикало
2003.
Олга Јеврић, Синиша Вуковић, Коља Милуновић, Мирко Ловрић, Слободанка Ракић Шефер, Љиљана Стојановић, Владимир Дунић
2004.
Дивна Јеленковић, Драган Мартиновић, Надежда Марковић, Милан Туцовић, Милан Милетић, Тијана Фишић, Сава Пековић, Слободан Штетић, Гига Ђурагић, и скулптор Ото Лого.
2005.
Павле Блесић, Анђелка Бојовић, Оливера Грбић, Милутин Драгојловић, Жељко Ђуровић, Ратко Лалић, Љиљана Мићовић, Александар Рафајловић, Владан Терзић, скулптур Тамара Ракић.
2006.
Никола Вукосављевић, Василије Доловачки, Богомил Карлаварис, Миланко Мандић, Весна Марковић, Драган Вук Рачић, Зоран Тодоровић, Јелена Трпковић, Милош Шобајић и Марина Шрајбер.
2007.
Јовица Дејановић, Перица Донков, Дамјан Ђаков, Владан Мартиновић, Жељка Момиров, Милан Пивнички, Томислав Сухецки, Дејан Уларџић и Зорка Церовић.
2008.
Мирослав Бабић, Велимир Каравелић, Александар Луковић Лукијан, Момчило Мацановић, Предраг Пеђа Милошевић, Џоја Ратковић Гавела, Јованка Станојевић, Тодор Стевановић, Милан Тепавац, Радован Трнавац Мића и Глигор Чемерски.
2009.
Слободан Каштаварац, Ведрана Ивановић, Зоран Јовановић Јус, Александар Цветковић, Божидар Дамјановски, Љубомир Љубо Попадић, Светомир Арсић Басара, Живорад Циглић Цигла, Љубисав Милуновић, Саша Марјановић, Славко Крунић и Бранислав С. Марковић.
2010.
Драган Дејановић, Јелена Трајковић, Милица Салашки, Бојан Бикић, Пеђа Тодоровић, Катарина Зарић, Сретко Дивљан, Филип Јанковић, Коста Бунушевац, Весна Милуновић и двојица вајара: Славе Ајтоски и Рајко Попивода.
2011.
Маја Обрадовић, Ендре Пеновац, Дамир Савић, Снежана Петровић, Горан Ракић, Владан Суботић, Добри Стојановић, Наод Зорић, Пал Дечов, Олгица Лазаревић, Љубодраг Јанковић Јале.
2012.
Јован Ракиџић, Зоран Гребенаровић, Јавор Рашајски, Благоје Димић, Мила Гвардиол, Маша Ђуричић-Џуџевић, Никола Жигон и Небојша Ђурановић те вајари Јелена Кршић и Драган Раденовић.
2014.
Марина Накићеновић, Бранка Кузмановић, Милица Црнобрња Вукадиновић, Светозар Мирков, Марко Црнобрња, Чедомир Васић, Небојша Николић, Данило Бојић, Исидора Дунђерски, Момчило Јанковић.
2015.
Милан Милетић, Владимир Дуњић, Радуле Бошковић, Велимир Каравелић, Никола Кока Јовановић, Весна Кнежевић, Радомир Кнежевић и Шемса Гавранкапетановић.